# Byrrhodes grandis
Byrrhodes grandis är en skalbaggsart som beskrevs av White 1973. Byrrhodes grandis ingår i släktet Byrrhodes och familjen trägnagare. Inga underarter finns listade i Catalogue of Life.